# Xã Peru, Quận Huron, Ohio
Xã Peru (tiếng Anh: Peru Township) là một xã thuộc quận Huron, tiểu bang Ohio, Hoa Kỳ. Năm 2010, dân số của xã này là 1.105 người.